# Verancsics-évkönyv

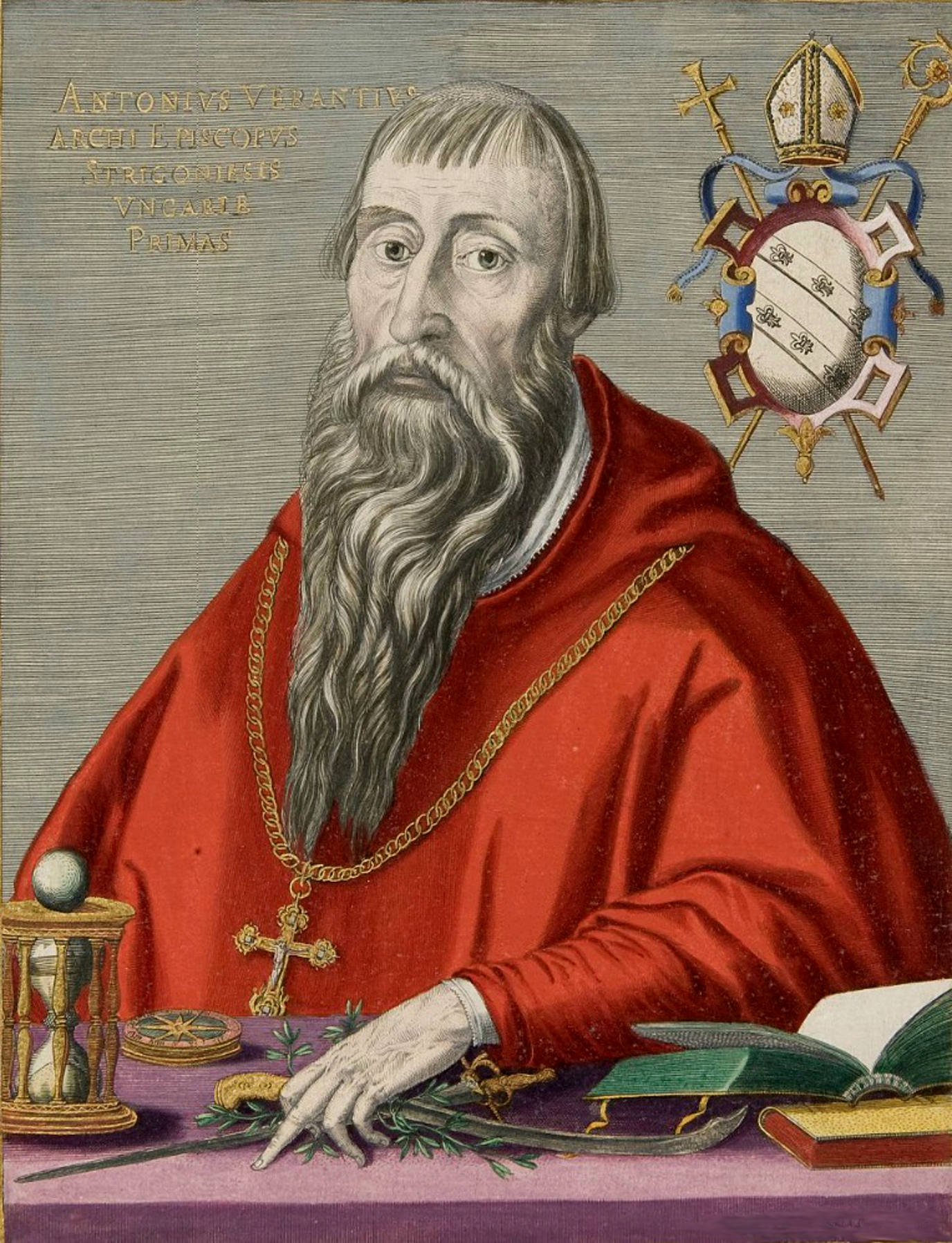
Verancsics Antal

A Verancsics-évkönyv feljegyzések gyűjteménye, melyeket több, pontosan nem azonosított személy – többek között Verancsics Antal esztergomi érsek és Bornemisza Tamás budai polgár vetett papírra. Teljes címe „Memoria rerum quae in Hungaria a nato rege Ludovico ultimo acciderunt qui fuit ultimi Ladislai filius”. A latin címe ellenére magyarul van megírva a Memoria rerum. „A Magyarországon legutóbbi László király fiának legutóbbi Lajos királynak születése óta esett dolgok emlékezete”. A mű az 1504 és 1566 közötti viharos időkből való feljegyzések sorozata.
1508-ból való feljegyzésekkel kezdődik a könyv: „mondhatatlan nagy drágaság támada egísz Magyarországban, kinérnek szík vóta miatt....megége Poson várasa, ki miatt nagy sok urak nagy kárt vallának”. A krónika utolsó lapjain pedig megemlítődik, hogy a tatárok 1566-ban feldúlták „Telkibánát, Patakot, Újhelt, Liszkát, Benét és Berekszászt”. Ez a két esemény foglalja keretbe az évkönyvet, komor idők eleven krónikáját.
1510:„…Szent Lőrinc nap után támada Magyarországban egy igen nagy döghalál, kiben sok szántalan ezer ember hala ki az országból…”.
1514: „Székely Gyergy felvivé az keresztet, Pestből kiindula, jüve Szegeddé, és kezde nagy sok kereszteseket, hajdúkat, latrokat hozája gyűjteni, és szegedieket mellí felvenni, minden urat, vitézlő nípet kezde nyásra vonatni, öletni…János vajda semmit nem kísvén, nagy sok erdélyi néppel kijüve Temesvár alá, és ott a Székely Gyergyet megverí, megfogá az öcscsivel egyetemben… Az ő vitézivel hajdótáncot jártata, minden kerülísen a Székely Gyergynek testét harapnak vala. Vígre a testet megítették nemcsak hajdúkkal de egyebekkel is. Eznekutána az János vajda egy tizes vaskoronát hozata elí. Azt a Székely Gyergynek két fogó közett az fejiben títeti és vele őtet megkoronázá. Mind enynyi kínban ez Székely Gyergy egyet sem jajdula…”
1526: „az császár nípe mind elírkezik, kik az egísz földet ellepík, mint a sáska. Hetfűn, kedden, szerdán dílig az terekek nagy harcot adának… Lajos király az hadból megfutamík, ki csakugyan ottan Cselénél a sárba vesze……az császár Budára írkezik. Az Dunára egy hídat csináltata. Budát, Pestet, az körül való városokat, szentegyházokat, kalastromokat mind megígettette… A zsidókat Budáról hajókra rakatá, Terekországba viteté, és minden városonként elosztá.”
1541: „megtilták az terekek, hogy senkit Budában ne temetnínek… Az taligások házankint jártanak, úgy hánták a sok hót testet, csak az Úr Isten tudja megmondani, mert az ebeket, az hót desznót, az hót embert mind együtt hortták az taligán ki a mezőre…szígyensíg, nyúlszívőek futamodása és deghalál”